# Список банков Туркменистана
В данном списке представлены действующие местные и иностранные банки Туркменистана. В стране действуют 5 государственных коммерческих банков, 1 коммерческий банк, 3 акционерно-коммерческих банка, а также 2 банка с участием иностранного капитала.

## Список

### Государственные
- Государственный коммерческий банк «Дайханбанк»
- Государственный коммерческий банк «Туркменбаши»
- Государственный коммерческий банк «Туркменистан»
- Государственный коммерческий банк «Халкбанк»
- Государственный коммерческий банк «Президентбанк»

### Коммерческие
- Акционерный коммерческий банк «Сенагат»
- Международный акционерный банк «Гарагум»
- Туркмено-турецкий акционерно-коммерческий банк

## Отделения иностранных банков
- National Bank of Pakistan
- «Садерат» (Иран)